# L'esilio di Sharra
L'esilio di Sharra (Sharra's Exile) è un romanzo del 1981 ambientato sul pianeta Darkover, a metà fra la fantascienza e il fantasy, scritto da Marion Zimmer Bradley e pubblicato per la prima volta in Italia nel 1983 dalla casa Editrice Nord.
È uno dei romanzi appartenenti al ciclo di Darkover ed è una versione ampliata del romanzo La spada di Aldones. Gli eventi qui narrati iniziano mesi prima rispetto agli stessi eventi presenti ne La spada di Aldones.
Come già era successo nel romanzo L'erede di Hastur, nell'esilio di Sharra, suo proseguimento (assieme i due romanzi formano un mini-ciclo interno alla serie), ritroviamo la voce narrante di Lew.
Il libro è diviso infatti in capitoli che seguono prima la vicenda di Regis Hastur, narrata in terza persona, intervallati a una narrazione in prima persona che ci racconta con un maggiore coinvolgimento emotivo gli eventi che riguardano Lew Alton.

## Trama
Dopo aver risvegliato la potente matrice di Sharra (gli eventi che narrano del suo risveglio sono presenti nel romanzo L'erede di Hastur), raffigurata nelle inquietanti fattezze di una dea di fuoco incatenata e furente, Lew Alton abbandona Darkover portando con sé in un esilio volontario la matrice stessa. Assieme al padre, ultimi due eredi del Dominio degli Alton, viaggiano per le galassie della Federazione Terrestre, esiliati su mondi lontani, diversi e per loro alieni.
Ma il tormento sconvolge l'animo di Lew, rimasto ferito e menomato dopo il risveglio di Sharra, solo e senza più amici. Un'ombra cala sul suo cuore e nella sua mente. Una delle pagine più buie del pianeta Darkover sta per essere scritta.
Infatti, ben presto antichi rancori e faide tornano a insanguinare il Dominio degli Alton, e Lew sarà costretto a tornare sul suo pianeta d'origine per affrontare i fantasmi del suo passato. L'uomo chiamato Kadarin, ombroso e insondabile, e la sua diabolica compagna, Thyra.

## Edizioni
- Marion Zimmer Bradley, L'esilio di Sharra, traduzione di Roberta Rambelli, Editrice Nord, 1983,  p. 370, ISBN 88-429-0271-3.